# Federal Reserve de Nova York
O Federal Reserve de Nova York, também conhecido como Fed de Nova York, é um dos bancos da Reserva Federal dos Estados Unidos da América.Está sediado em Manhattan e cobre o Segundo Distrito, servindo o estado de Nova York, partes de Nova Jersey e Connecticut, Porto Rico e as Ilhas Virgens Americanas. O banco possui uma das maiores reservas de ouro do mundo, pertencentes ao governo dos EUA, governos estrangeiros, outros bancos centrais e organizações internacionais oficiais.

## História
A Fed de Nova York foi inaugurada no dia 16 de novembro de 1914, tendo como presidente Benjamin Strong, que trabalhou anteriormente como presidente da Bankers Trust Company. O banco iniciou com 85 funcionários e 7 oficiais; e em seu primeiro dia de funcionamento, recebeu 100 milhões de dólares de 211 bancos membros, e sua primeira remessa de notas da Reserva Federal dos Estados Unidos.
A primeira agência foi aberta em 15 de maio de 1919, na cidade de Buffalo; e servia os condados de Monroe, Livingston, Alleghany, Orleans, Genesee, Wyoming, Cattaraugus, Niagara, Eric e Chautauqua. Esta agência foi fechada em 2008.
Em 1924, abriu a agência em Manhattan; e em 1927, o cofre do banco já possuía 10% de todo o estoque mundial de ouro. Durante e após a Segunda Guerra Mundial, muitos países escolheram guardar seu ouro no Fed de Nova York, por considerarem ser um dos locais mais seguros. Seu auge foi atingido em 1973, chegando a armazenar 12.000 toneladas de ouro monetário. Depois houve uma queda gradual de depósito em ouro, chegando a armazenar 6.350 toneladas em 2015.
Entre 1935 e 1942, o Fed de Nova York revezava anualmente, com o Fed de Boston, um assento no Comitê Federal de Mercado Aberto (FOMC), dentre os 12 assentos disponíveis. Em 1942, o banco passou a ter um assento permanentemente no comitê.

## Presidentes
- 1914 - 1928: Benjamin Strong Jr.[5]
- 1928 - 1940: George Harrison.[5]
- 1941 - 1956: Allan Sproul.[5]
- 1956 - 1975: Alfred Hayes.[5]
- 1980 - 1984: Anthony Solomon.[5]
- 1985 - 1993: Gerald Corrigan.[5]
- 1993 - 2003: William McDonough.[5]
- 2003 - 2008: Timothy Geithner.[5]
- 2009 - 2018: William Dudley.[5]
- 2018 - presente : John Williams.[5]

## Edifício

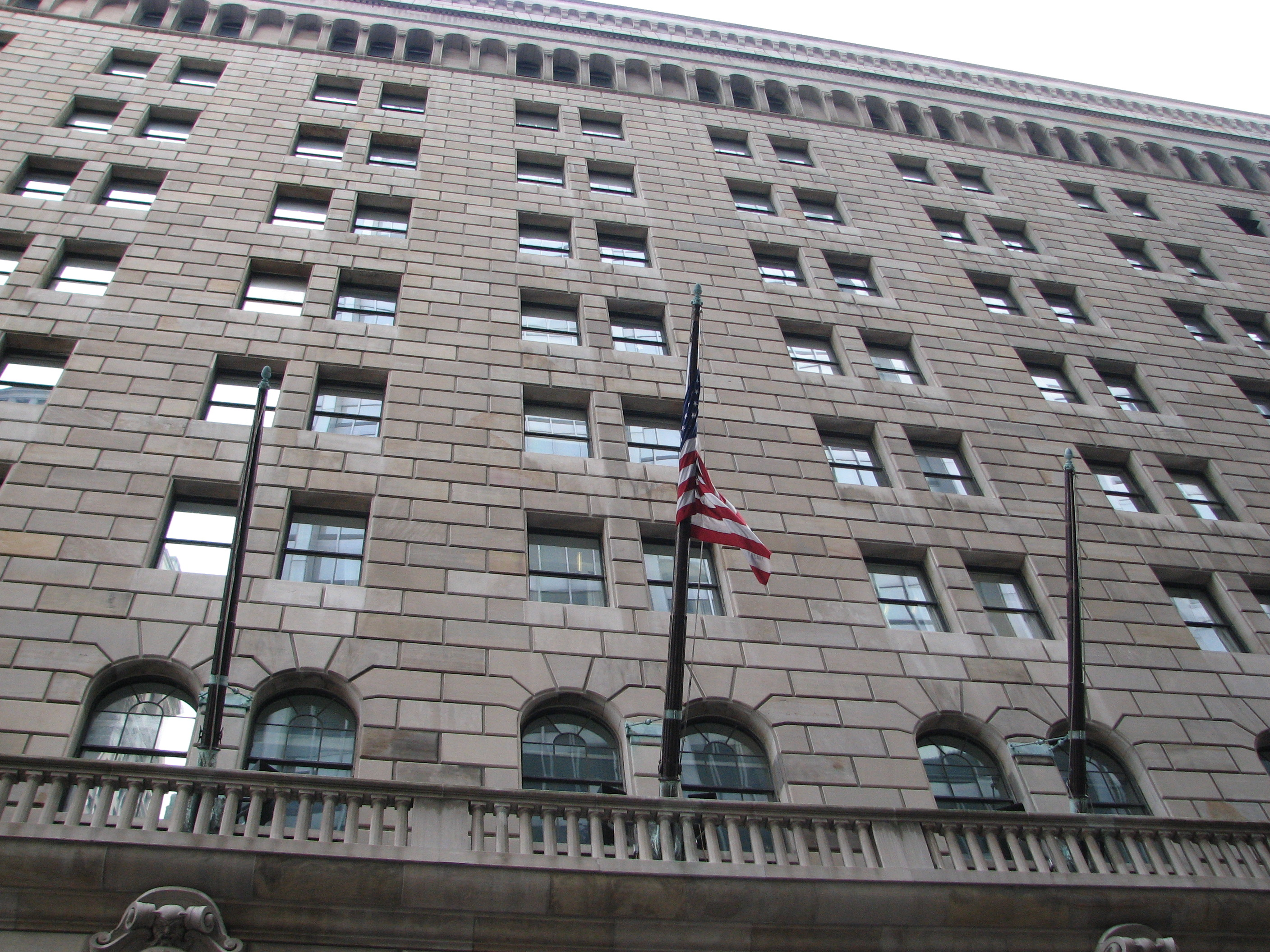

O atual edifício da Fed de Nova York foi construído entre 1921 e 1924, projetado pelos arquitetos Edward York e Philip Sawyer, com arquitetura inspirada no período renascentista italiano. Foi construído com 24,38 metros abaixo do nível da rua e com 15,24 metros de altura. A Ilha de Manhattan foi estrategicamente escolhida como local da construção do banco, por possuir um leito rochoso que suportasse o peso da edificação e do ouro que seria armazenado. O edifício foi adicionado ao Registro Nacional de Lugares Históricos, em 1980.

## Turismo
O banco está aberto para visitação, gratuitamente, com dias e horários restritos, e mediante agendamento. Poderá visitar o cofre, onde fica guardado uma das maiores reservas de ouro do mundo; também há uma exposição interativa, onde explica as funções do banco e conta sua história.